# Grand Massif
O Grand Massif, literalmente o Grande Maciço, é o nome porque é conhecido um domínio de esqui que se encontra no departamento francês da Alta-Saboia, e formado por 5 estâncias de esqui: Flaine, Les Carroz d'Arâches, Morillon, Samoëns e Sixt-Fer-à-Cheval.

## História
Comparável ao Espaço Killy que se encontra nas estações de Val d'Isère e de Tignes na Saboia, o Grand Massif é o quarto domínio esquiável francês com um total de 265 km de pistas culminando a 2 500 m de altitude.
Rodeado de uma paisagem grandiosa e defronte ao maciço do Monte Branco o Grade Maciço gosta de mexer com as ideias préconcebidas pelo a 1 600 m exibe um verdadeiro museu a céu aberto com obras de Picasso, Valsarely e Dubuffet.
Por outro lado Les Carroz, Morillon, Samoens e Sixt-Fer-à-Cheval oferecem a autenticidade e a calma de verdadeiras aldeias tradicionais, que também contrasta com o "vanguardismo" de Flaine que criado a partir do nado em 1968 e cuja linha directora da construção arquitectónica foi a de respeitas a natureza pelo que as linhas do plano estão de harmonia com a morfologia do terreno. Hoje em dia esta opção foi reconhecida com a classificação do Hôtel Le Flaine aos Monumento histórico da França.

## Características
Com  um total de 141 pistas que somam 265 km de comprimento, o domínio é formado por; 17 pistas verdes, 64 pistas azuis, 46 pistes vermelhas e 14 pistas pretas.
O conjunto é servido por 12 subidas mecânicas constituídas por:
- 2 teleféricos
- 5 telecabine
- 28 telecadeiras (com 5 desembraiáveis)
- 30 telesquis